# Головная ударная волна

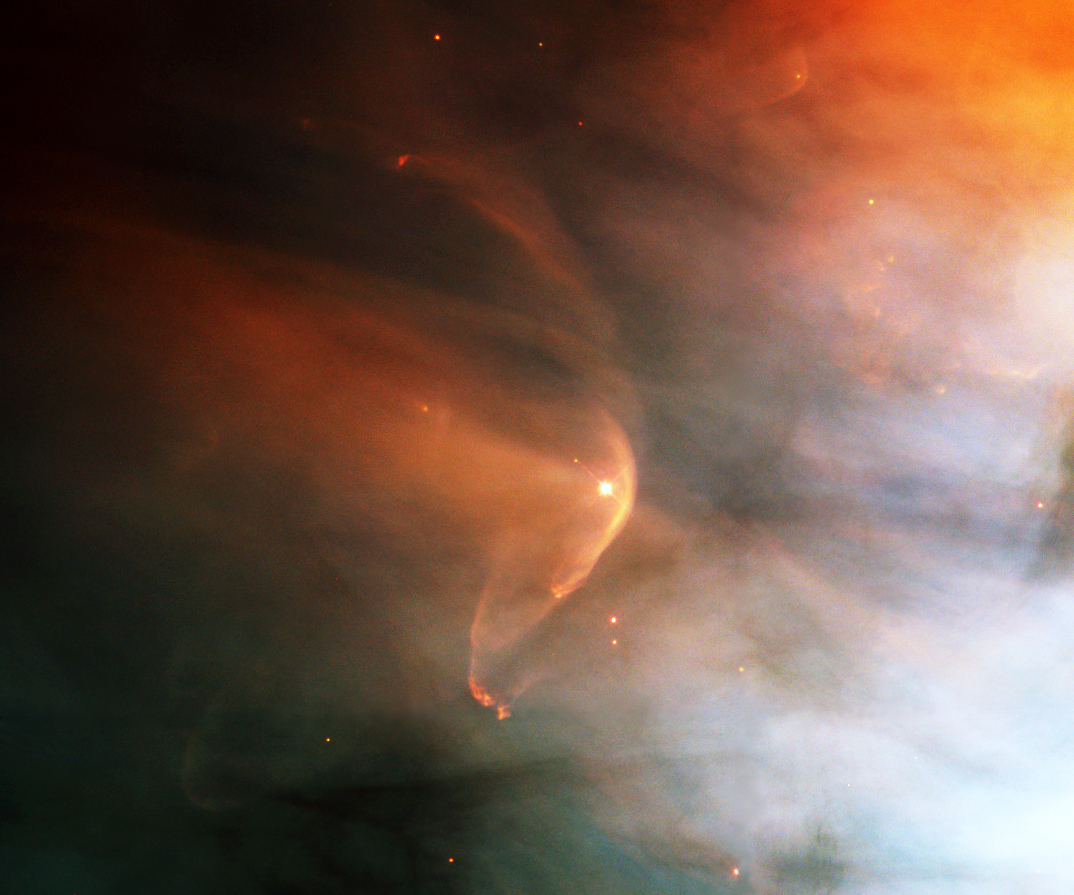
Головная ударная волна около половины светового года в поперечнике, образовавшаяся при столкновении звёздного ветра молодой звезды LL Ориона с потоком из туманности Ориона. Источник: Хаббл, 1995

Головная ударная волна  (в англ. bow shock — дуговидная ударная волна) — область взаимодействия между магнитосферой звезды или планеты и окружающей средой, в которой наблюдается повышенная плотность вещества. Для звёзд, как правило, это граница между звёздным ветром и межзвёздной средой. Для планет головной ударной волной является граница, на которой скорость солнечного ветра резко падает, по мере его приближения к магнитопаузе. Наиболее изученным примером головной ударной волны является место, где солнечный ветер встречается с магнитопаузой Земли, создавая фронт волны характерной дугообразной формы, как и вокруг всех планет, имеющих магнитное поле. Головная ударная волна вокруг Земли имеет толщину около 17 км и расположена на расстоянии около 90 000 км от Земли.
В течение нескольких десятилетий считалось, что солнечный ветер образуют головную ударную волну при столкновении с окружающей межзвёздной средой. В 2012 году данная гипотеза оказалась под вопросом, когда данные от научно-исследовательского спутника IBEX показали, что Солнечная система движется через межзвёздную среду медленнее, чем предполагали предыдущие расчёты (84 000 км/ч вместо ранее предполагавшихся 95 000 км/ч). Это новое открытие позволяет допустить, что нет никакого ударного столкновения звёздного ветра с гелиопаузой, окружающей солнечную систему, и, соответственно, никакой головной ударной волны на границах солнечной системы не образуется.

## Теория формирования головных ударных волн
Головная ударная волна имеет ту же физическую природу, что и ударная волна, создаваемая реактивным истребителем в воздухе. Ударные волны образуют области (фронты), в которых имеют место резкие скачки плотности, давления, температуры, степени ионизации газа и др. его параметров. Во многих космических явлениях ударные волны играют важную роль. Толщина фронта головной ударной волны определяется диссипативными процессами.
Определяющим критерием возникновения любой ударной волны является то, что скорость движущейся жидкости или газа (в данном случае, звёздного ветра) падает от «сверхзвуковой» до «дозвуковой», где скорость звука в физике плазмы определяется как:
{\displaystyle c_{s}^{2}=\gamma p/\rho }
где cs — скорость звука, {\displaystyle \gamma } — показатель адиабаты, p — давление и {\displaystyle \rho } — плотность плазмы.
Увеличение температуры и плотности в головной ударной волне усиливает излучательную способность газа. При этом энергия излучения может беспрепятственно уноситься из области фронта. Головные ударные волны с высвечиванием часто встречаются в межзвёздном пространстве (столкновения облаков межзвёздного газа, движение оболочек, сброшенных новой или сверхновой звездой, и т. п.) и часто наблюдаются, если они достаточно интенсивны, в форме волокнистых туманностей.

## Головная ударная волна вокруг Земли

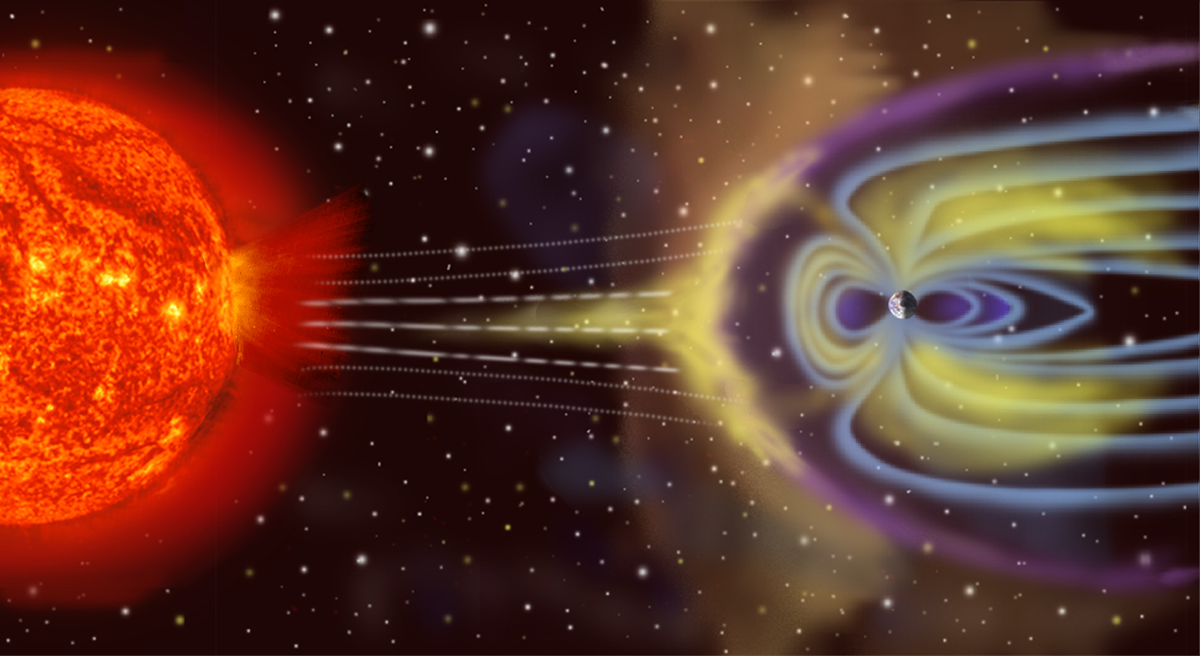
Головная ударная волна появляется при столкновении магнитосферы Земли c солнечным ветром

Частицы, составляющие солнечный ветер, налетают на земную магнитосферу со скоростью около 500 км/с (больше скорости звука в ней), затем они должны внезапно остановиться из-за давления магнитного поля Земли. На границе магнитосферы образуется область плотной плазмы с высокой температурой и с интенсивной плазменной турбулентностью, которая служит передаточным звеном в аномально быстрой диссипации кинетической энергии солнечного ветра в теплоту.

## Головная ударная волна вокруг Солнечной системы

Диаграмма, изображающая положение Вояджера-1 в гелиосферной мантии. В настоящее время Вояджер-2 также находится в мантии.

Ещё в 1961 году американский астрофизик Юджин Паркер предположил, что на солнечную систему набегает дозвуковой поток газа межзвёздной среды, который газодинамическим образом взаимодействует с плазмой солнечного ветра. Он предположил также, что для описания картины возникающего при этом течения справедливы гидродинамические уравнения Эйлера. Построенная Паркером модель делит всю область течения на три подобласти: сверхзвуковой солнечный ветер, дозвуковой солнечный ветер, прошедший через гелиосферную ударную волну, и поток несжимаемого (скорость много меньше скорости звука) межзвёздного газа, который отделяется от солнечного ветра контактной поверхностью, названной впоследствии гелиопаузой.
Альтернативная модель, предложенная в 1970 году советскими физиками В. Б. Барановым, К. В. Краснобаевым и А. Г. Куликовским, основана на сверхзвуковом обтекании Солнечной системы межзвёздным газом. Использовалось предположение, что направление движения межзвёздного газа относительно Солнечной системы и его скорость имеют то же направление к апексу и ту же скорость движения, что и Солнце (относительно ближайших звёзд). Эта скорость составляет 20 км/с, а направление на апекс — угол 53° к плоскости эклиптики. При температуре межзвёздного газа порядка 10 000K величина скорости 20 км/с является сверхзвуковой с числом Маха (отношением скорости к скорости звука) М=2. В такой модели по сравнению с моделью Паркера имеется ещё один физический элемент, а именно головная ударная волна, которая создаёт дополнительную область сжатого в этой ударной волне межзвёздного газа.
По словам представителей НАСА Роберта Немирова (Robert Nemiroff) и Джерри Бонелли (Jerry Bonnell), головная ударная волна вокруг солнечной системы может находиться на расстоянии около 230 а.е. от Солнца. Тем не менее, данные, полученные в 2012 году со спутника IBEX и подтверждённые результатами с Вояджеров, показывают, что относительная скорость гелиосферы и местного межзвёздного магнитного поля не позволит сформироваться головной ударной волне в той области галактики, которую Солнце проходит в настоящее время.

## Головные ударные волны вокруг звёздных объектов

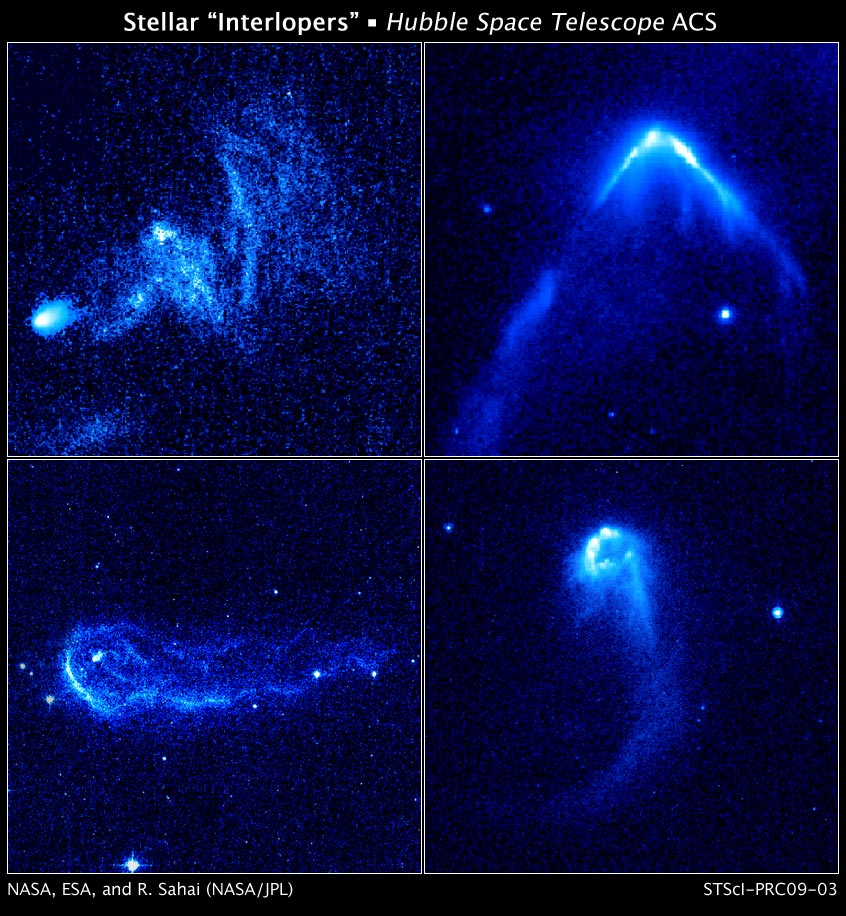
Головные ударные волны вокруг быстродвижущихся звёзд. Изображения сделаны космическим телескопом Хаббл в период с октября 2005 по июль 2006 года. Источник — NASA

Головная ударная волна является общей чертой объектов, испускающих мощный звёздный ветер или движущихся со сверхзвуковой скоростью через плотную межзвёздную среду.

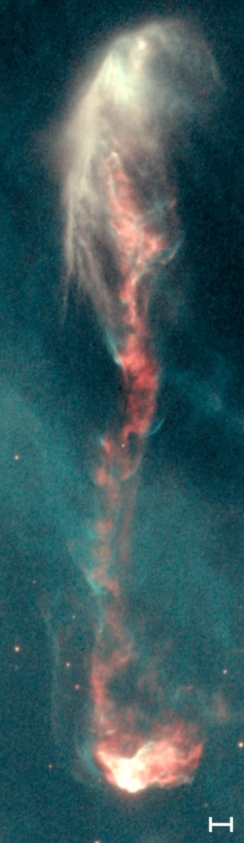
Объект Хербига — Аро HH 47, снимок телескопа Хаббл. Отрезок обозначает расстояние в 1000 астрономических единиц (примерно 20 диаметров Солнечной системы).

Каждый объект Хербига-Аро создаёт яркие головные ударные волны, которые видны в оптическом диапазоне. Они образуются, когда газ, выброшенный формирующимися звёздами, вступает во взаимодействие с близлежащими облаками газа и пыли на скоростях в несколько сотен километров в секунду.
Головные ударные волны также создают самые яркие и мощные звёзды: гипергиганты (например, Эта Киля), яркие голубые переменные, звёзды Вольфа — Райе и т. д.
Головная ударная волна очень часто сопутствует убегающим звёздам, которые движутся через межзвёздную среду со скоростями в десятки и сотни километров в секунду, и сверхскоростным звёздам, которые движутся через межзвёздную среду со скоростями в сотни и тысячи километров в секунду.
Головная ударная волна также бывает результатом взаимодействия в двойной системе. Примером такой системы может быть BZ Жирафа (BZ Cam). Её блеск меняется непредсказуемым образом, и этот процесс сопровождается необычно мощным звёздным ветром, который состоит из выбрасываемых звездой частиц. В результате движения двойной системы сквозь окружающий её межзвёздный газ звёздный ветер порождает гигантскую головную ударную волну.

## Головная ударная волна в инфракрасном диапазоне

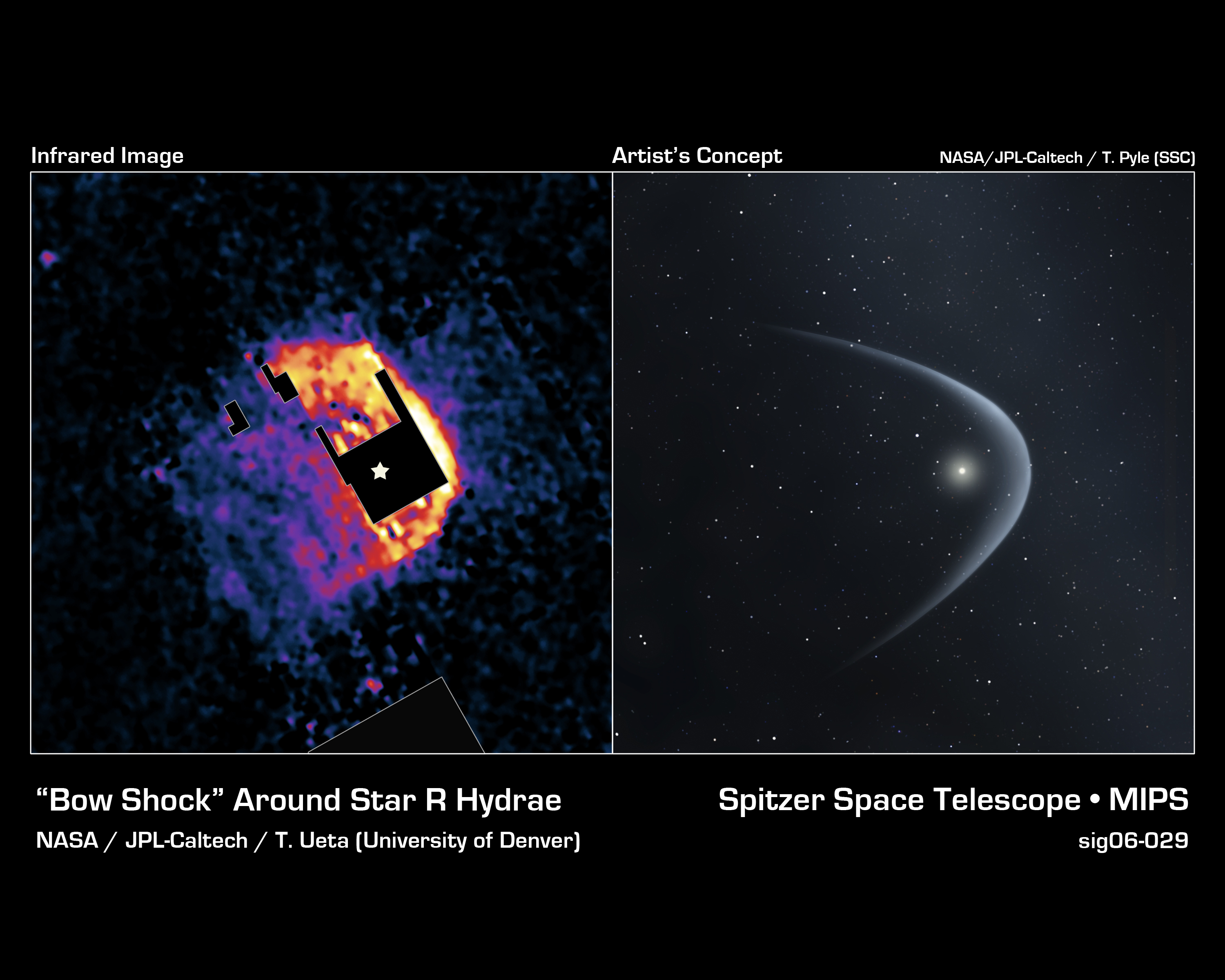
Головная ударная волна R Гидры. Слева: снимок в инфракрасном диапазоне; справа: рисунок художника

Головная ударная волна может наблюдаться не только в видимом, но и инфракрасном диапазоне.
В 2006 году в инфракрасном диапазоне была обнаружена головная ударная волна вокруг звезды R Гидры

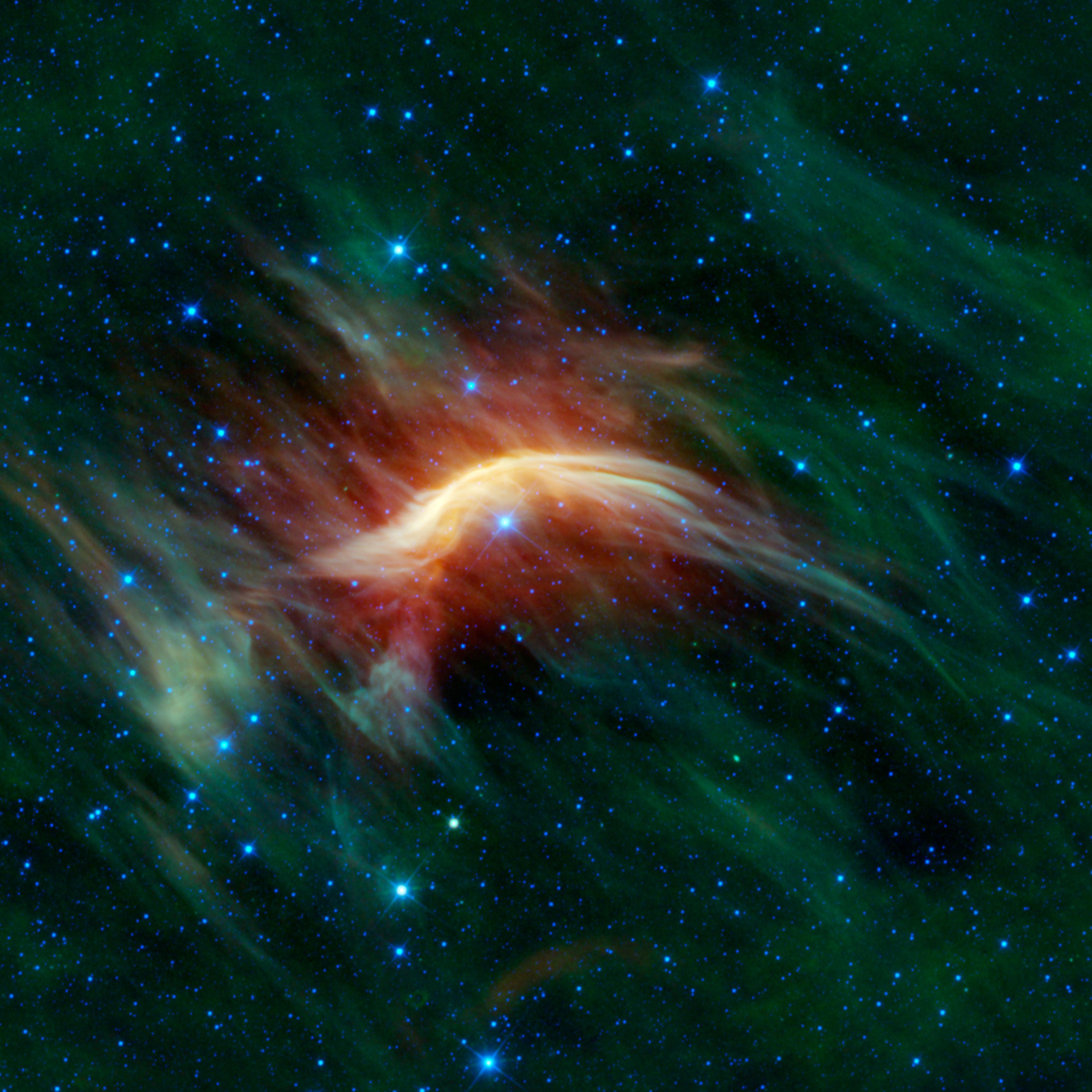
Инфракрасное изображение головной ударной волны (жёлтая дуга), созданный звездой ζ Змееносца в межзвёздном облаке пыли и газа

При движении звезда ζ Змееносца образует перед собой дугообразную волну из межзвёздного вещества, которая отлично видна на инфракрасном снимке, сделанном космическим аппаратом WISE. На фотографии в искусственных цветах ζ Змееносца выглядит голубоватой. Она расположена вблизи центра картинки и движется вверх со скоростью 24 км/с. Сильный звёздный ветер летит впереди звезды, сжимая и нагревая межзвёздное вещество и формируя головную ударную волну. Вокруг лежат облака относительно невозмущённого вещества. Фотография WISE простирается на 1.5 градуса, что охватывает около 12 световых лет.

## Головные ударные волны в Туманности Ориона
Ниже представлены изображения, которые показывают головные ударные волны в плотных областях газа и пыли в туманности Ориона. В этой области много молодых звёзд высокой светимости, вытекающие из них ветры и потоки образуют светящиеся головные ударные волны. Порождённые звёздами выбросы и потоки выталкивают окружающее вещество со скоростью в несколько сотен километров в секунду.

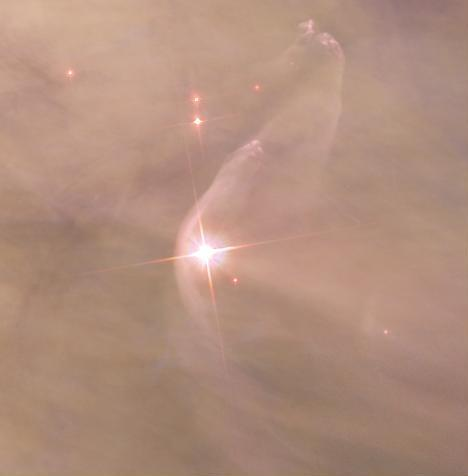
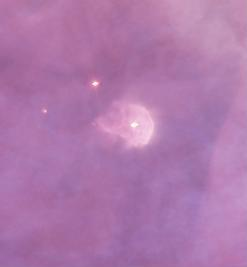
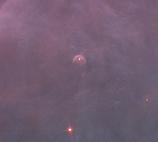
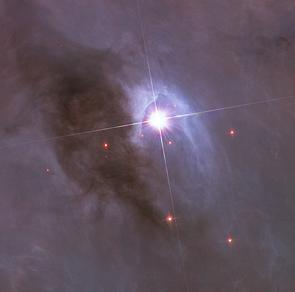